# Giancarlo Soto
Giancarlo Soto Gómez (Lima, 29 de agosto de 1977) es un exfutbolista peruano. Jugaba de defensa y su último equipo fue el Club Centro Deportivo Municipal. En el año 2009 contrajo nupcias con Paola Fernández Herrera, relación que terminó algunos años después. Tiene 47 años y es hermano menor de Jorge y José Soto.

## Clubes
| Club                    | País | Año       |
| ----------------------- | ---- | --------- |
| Deportivo Municipal     | Perú | 1997-1998 |
| IMI                     | Perú | 1999      |
| Deportivo Aviación      | Perú | 2000      |
| Deportivo Municipal     | Perú | 2001      |
| Coronel Bolognesi       | Perú | 2002      |
| Estudiantes de Medicina | Perú | 2003      |
| Universidad San Martín  | Perú | 2004      |
| Deportivo Wanka         | Perú | 2004      |
| Deportivo Municipal     | Perú | 2008-2010 |

## Palmarés

### Campeonatos nacionales
| Título                    | Club               | País | Año  |
| ------------------------- | ------------------ | ---- | ---- |
| Segunda División del Perú | Deportivo Aviación | Perú | 2000 |